# رد شوت (لوئیزیانا)
رد شوت (به انگلیسی: Red Chute) شهری در ایالت لوئیزیانا کشور ایالات متحده آمریکا است که جمعیت آن در سرشماری سال ۲۰۱۰ میلادی، ۶٬۲۶۱ نفر بوده‌است.